# José Barrense-Dias
José Barrense-Dias, né le 23 septembre 1932 à Angico, au Brésil, est un musicien, guitariste et enseignant vaudois.

## Biographie
Né le 23 septembre 1932 à Angico, un petit village du Brésil au nord-est de Bahia, José Barrense-Dias est très tôt intéressé par la poésie, les textes et la musique. Le décès de sa mère provoque un bouleversement qui lui donne l'envie de vivre en ville. Il part à l'âge de 15 ans pour São Paulo. Il commence à gagner sa vie avec de petits emplois, mais il reste toujours fasciné par la musique. Il passe son temps libre à écouter des musiciens dans les magasins et les bars de la ville. Il joue de la guitare à l'oreille dans un premier temps, puis il prend des cours de solfège. Le jeune musicien commence à gagner de l'argent en jouant dans les cabarets. Il se rend vite compte que la guitare sera pour toujours son moyen de vivre. En 1954, José Barrense-Dias est engagé, avec deux autres musiciens, dans un restaurant qui a accueilli de nombreux musiciens de renom. Il obtient en 1958, un certificat de l'Académie brésilienne de guitare. Quelques années plus tard, trois musiciens lui proposent de partir avec eux pour une tournée en Italie et il accepte. Il découvre l'Italie où le groupe connaît un grand succès, puis la Suisse où ils sont engagés par une salle de Lausanne. C'est grâce à cet engagement que le guitariste rencontre Pierrette, une suissesse de Fleurier, avec laquelle il se marie quelques mois plus tard. 
José Barrense-Dias s'installe à Nyon en 1965 et entame une carrière solo. Il sort son premier disque en 1969. Sa musique rencontre un succès incroyable. En 1970, José Barrense-Dias est engagé au Conservatoire de Genève en tant que professeur de guitare, et où il restera 32 ans. Il est, à ce jour, le seul guitariste gaucher de l'histoire de la guitare qui est devenu professeur dans un grand conservatoire de musique. Le musicien développe un style original, unique, en puisant dans la culture traditionnelle de son pays. Il joue en France, en Suède et au Québec. En 1985, l'artiste assure au pied levé une première partie au Montreux Jazz Festival. Il se rend alors compte que sa musique n'est pas réservée uniquement aux petites salles. Dès lors, le guitariste jouera plusieurs fois au Montreux Jazz Festival ainsi qu'au Paléo Festival de Nyon. Il découvre aussi un autre monde, celui de la peinture. En 1993, il monte sa première exposition de peinture. 
En 2007, paraît chez Publi-Libris Riez sur moi! : cinquante (més)aventures vécues en cinquante ans de carrière un livre rédigé par José Barrense-Dias lui-même. La musique est toujours sa source de vie et sa passion. Il vit désormais entre Fleurier et Nyon où il continue de donner des cours de guitare. À travers ses nombreux disques et ses nombreuses partitions, José Barrens-Dias laisse dans le canton de Vaud de belles traces de l'art brésilien dont il est un fidèle serviteur.
Il est l'auteur d'une méthode, La guitare brésilienne, parue aux éditions Henn, et d'un album de pièces pour guitare.
En 2010, a eu lieu à Fleurier en Suisse, l'ouverture de l'Espace Barrense-Dias, avec une exposition consacrée aux peintures musicales de cet artiste.
En 2013, une exposition de ses peintures, intitulée « Mystères, rythmes et couleurs », est organisée à Perroy dans le canton de Vaud, à la Galerie Clair Obscur.
À la tête d'une abondante discographie, il est volontiers considéré depuis plusieurs décennies comme l'un des meilleurs guitaristes mondiaux.

## Sources
- « José Barrense-Dias », sur la base de données des personnalités vaudoises sur la plateforme « Patrinum » de la Bibliothèque cantonale et universitaire de Lausanne.
- Anna Lietti, Filiations, des personnalités racontent leur histoire familiale, p. 55-60 avec photographie
- La Gazette de Lausanne, 1989/09/29, p.17, avec photographie
- La Gazette de Lausanne, 1981/02/18, p.6
- Journal de Genève, 1971/03/05, p.15
- Claude Gerbex, Barrense-Dias, six cordes pour une vie, collection Archives vivantes, Cabédita, 1998,  (ISBN 2 88295 224 4)